# زوکه (لوچانی)
زوکه (به صربی: Zeoke) یک منطقهٔ مسکونی در صربستان است که در لوچانی واقع شده‌است. زوکه ۱۰٫۷۴ کیلومتر مربع مساحت و ۲۲۲ نفر جمعیت دارد و ۶۳۶ متر بالاتر از سطح دریا واقع شده‌است.